# École séparée
Au Canada, une école séparée ( « Separate School » en anglais) est un type d'école publique ayant un statut constitutionnel dans trois provinces (Ontario, Alberta et Saskatchewan) et statutaire dans les trois territoires (Territoires du Nord-Ouest, Yukon et Nunavut). Dans ces juridictions canadiennes, une école séparée est une école dirigée par une autorité civile - un conseil scolaire séparé - dont le mandat est inscrit dans la Constitution canadienne (pour les trois provinces) ou dans les lois fédérales (pour les trois territoires). 
Dans ces six juridictions, un électorat civil, composé de membres de la religion minoritaire, élit les conseillers scolaires séparés conformément à la législation électorale des autorités locales de la province ou du territoire. Ces administrateurs sont légalement responsables devant leur électorat et le gouvernement provincial ou territorial. Aucune église n'a d'intérêt constitutionnel, légal ou de propriété dans une école séparée.
Le mandat d'une école séparée, prévu par la Constitution, est de fournir l'éducation dans un cadre scolaire reflétant la doctrine catholique romaine (ou, plus rarement, protestante). Ce mandat peut se manifester dans le programme d'études, les exercices et pratiques, et la dotation en personnel. Les limites de ce mandat sont déterminées par l'application de la Charte canadienne des droits et libertés et des décisions judiciaires.
La Constitution du Canada ne fait pas de l’enseignement scolaire séparé un droit naturel ou inconditionnel accessible à tous. Seuls les protestants et catholiques, quelle que soit la population religieuse minoritaire par rapport à l'autre sur un territoire donné, peuvent envisager la mise en place d'un enseignement scolaire séparé. Le droit d'établissement d'une école séparée n'est pas disponible pour les citoyens d'une autre religion (comme les chrétiens orthodoxes, les juifs, les mormons, les hindous, les musulmans, les bouddhistes ou les sikhs ). De plus, la religion minoritaire doit établir qu'elle souhaite quitter le système scolaire public et créer un système scolaire séparé.

## Contexte historique
Lorsque la Nouvelle-France canadienne fut envahie par la Grande-Bretagne au XVIIIe siècle, les autorités britanniques furent confrontées au « dilemme » d'administrer un vaste territoire où vivaient des communautés catholiques et amérindiennes. Les conflits entre catholiques et protestants en Angleterre et en Irlande était presque constants depuis le début de la Réforme anglaise. Depuis la Glorieuse Révolution de 1688, cependant, le protestantisme était la religion officielle de l'État britannique, comme en témoigne l'« Act of Settlement » de 1701 qui interdisait aux catholiques de devenir monarque. Ce fut le début d'une longue période de lois et de politiques anti-catholiques dans l'Empire britannique, le plus célèbre étant exprimé par les lois « pénales » irlandaises . Dans le cas du Nouveau Monde français, il y avait aussi la crainte que la nouvelle population soit potentiellement plus fidèle à un roi étranger, celui de la France, qu'à la Grande-Bretagne.
La première colonie française à tomber aux mains des Britanniques fut l'Acadie sur la côte atlantique en 1713 (envahie en 1710). Ici, le problème des relations avec une communauté catholique française fut « résolu » par la méthode simple mais brutale de la déportation (ou expulsion). La Déportation des Acadiens de 1755 a vu quelque 12 000 Acadiens tués et / ou réinstallés de force dans les Treize Colonies britanniques, en Louisiane, en France, en Angleterre, etc. Certains revinrent plus tard, mais leurs terres et leurs villages avaient été cédés aux colons anglo-protestants. Cependant, le déclencheur de l'expulsion était la crainte que les Acadiens se rangent du côté de la France pendant la « guerre française et indienne » (1754-1760 / 1763).
Lorsque la Nouvelle-France canadienne tomba en 1763 (Québec envahie en 1759, Montréal en 1760), la déportation fut perçue comme moins pratique. Au lieu de cela, les autorités britanniques promirent de permettre aux Canadiens francophones de conserver leur religion et leurs coutumes (Traité de Paris, Article IV).
Cette garantie fut ensuite menacée à plusieurs reprises par des lois assimilationnistes comme la Proclamation royale de 1763, mais elle fut largement contrée par l'Acte de Québec de 1774.
Après la Révolution américaine, la nouvelle colonie connut une vague de réfugiés anglo-protestants (« royalistes »). La colonie a ensuite été divisée par l'Acte constitutionnel de 1791, l'Église anglicane devenant la religion établie dans le Haut-Canada (maintenant l'Ontario) tandis que le Bas-Canada restait légalement laïc mais dominé par l'Église catholique. Inévitablement, certaines personnes se sont retrouvées du «mauvais» côté de cette division, avec une minorité catholique française dans le Haut-Canada et une minorité anglo-protestante dans le Bas-Canada. Les écoles de l'époque étaient presque entièrement des écoles paroissiales contrôlées par les différentes églises. Ce n'est que lorsque la normalisation mandatée par le gouvernement et le financement public de l'éducation ont été introduits que cela devint un problème politique. Au moment de la Confédération en 1867, la majorité des catholiques du Haut-Canada étaient d'origine irlandaise et anglophones.
Dans les années 1840, le ministre et politicien méthodiste  Egerton Ryerson propose la création d' « écoles communes » qui éduqueraient les enfants de toutes confessions sous un même système. Il devient surintendant principal de l'éducation du Haut-Canada en 1844. Cependant Ryerson – perçu comme un politicien protestant anglophone – ne fut pas en mesure de convaincre la minorité catholique et accepta à contrecœur des clauses dans ses réformes de l'éducation qui permettaient des écoles de confession minoritaire dans un système financé par l'État. L'argument catholique se trouve alors renforcé par le fait que la minorité protestante du Bas-Canada avait déjà[Quand ?] obtenu le droit à un système séparé.
L'institutionnalisation des écoles séparées dans le Canada-Ouest (Haut-Canada avant 1840) fut garantie par la loi Scott de 1863, mais avec la condition que les écoles catholiques rurales ne pourraient desservir qu'une zone d'un rayon de 4,8 km.
Au Nouveau-Brunswick, en vertu de la Loi sur les écoles paroissiales de 1858, il n'y avait qu'une supervision lâche du conseil central de l'éducation et, en pratique, chaque école était dirigée indépendamment par son conseil d'administration, et la plupart des conseils scolaires étaient dominés par des partisans d'une religion ou d'une autre. Les manuels scolaires n'étaient pas normalisés: les régions à majorité protestante utilisaient les manuels des écoles nationales irlandaises tandis que les régions catholiques anglophones utilisaient les livres des Frères chrétiens irlandais. Les écoles acadiennes utilisaient des manuels en français du Canada-Est (Bas-Canada).

## La Constitution de 1867
Ces droits préexistants pour les écoles de confession minoritaire financées par l'impôt faisaient alors partie des négociations constitutionnelles entourant la Confédération canadienne dans les années 1860. Lors des conférences de la Confédération, l'archevêque catholique Connolly de Halifax plaida pour des systèmes scolaires catholiques et protestants séparés dans l'ensemble de la fédération, et administrés par le gouvernement fédéral. L'idée fut rejetée  par les délégués canadiens-français du Canada-Est, qui  exigèrent un contrôle provincial sur l'éducation. Ils percevaient cette possibilité comme une menace sur l'éducation francophone en région. Le résultat fut l'article 93 de la Loi constitutionnelle de 1867 qui permit au gouvernement fédéral d'intervenir uniquement pour protéger les écoles des minorités, établies après la Confédération. Outre cette mise en garde, l'article 93 prévoit que l'éducation est une question de compétence provinciale exclusive. D'où l'usage actuel de la gouvernance locale dans tout le Canada.

## Application de la Constitution
La disposition pertinente pour l'Ontario est l'art. 93-1 de la Loi constitutionnelle de 1867 dans sa version initiale. 
Pour l'Alberta et la Saskatchewan, la disposition pertinente est l'art. 93-1, tel que modifié par la loi albertaine et la loi du Saskatchewan.
Le pouvoir provincial d'éducation est plénier en vertu de l'article 93 de la Loi constitutionnelle de 1867 et ne peut être remis en cause en vertu de la Charte. Comme l'a fait remarquer le juge Iacobucci, il est le produit d'un compromis historique crucial pour la Confédération et forme un code complet en ce qui concerne les droits scolaires confessionnels qui ne peuvent être élargis par l'application de l'art. 2a) de la Charte. Il ne représente pas une garantie des libertés fondamentales.
L'article 93 de la Loi constitutionnelle de 1867 ne s'applique qu'aux provinces et non aux territoires. En revanche, le droit à des écoles séparées est protégé dans les trois territoires par les lois fédérales du Parlement qui établissent ces trois territoires. Les législatures territoriales peuvent légiférer en matière d'éducation, à condition qu'elles respectent le droit des minorités religieuses (protestantes ou catholiques romaines) de créer des écoles séparées.

## Ontario
Les conseils scolaires financés par la province se composent de 29 conseils anglophones catholique et 8 conseils catholiques francophones, ainsi que 35 non-confessionnels (31 anglophones, 4 francophones). Il existe une école séparée protestante en Ontario, l'école séparée protestante de Burkevale, gérée par le Conseil des écoles séparées protestantes de Penetanguishene . En Ontario, cette détermination était en grande partie prise dans toute la province au moment de la Confédération.
Le système scolaire public de la province était historiquement protestant mais s'est progressivement transformé en un système public et laïc. La prière dans les écoles publiques fut interdite à la fin des années 1980 par une décision de la Cour d'appel de l'Ontario.

## Alberta et Saskatchewan
En Alberta et en Saskatchewan, l'étendue de l'enseignement séparé est plus limitée et les écoles séparées protestantes sont légèrement plus présentes. Par exemple, en Alberta, environ 40% de la superficie de la province est comprise dans des écoles séparées et il y a deux districts d'écoles séparées protestantes, dans la ville de St.Albert (St.Albert Protestant Separate School District) et dans la ville de St. Paul (district scolaire séparé protestant de Glen Avon). Une exception de ce système est que la ville de Morinville n'a qu'une école secondaire publique catholique (qui fait partie de la division régionale catholique du Grand Saint-Albert) et aucune école secondaire laïque ou protestante,.

## Autres provinces
Jusqu'en 1997, le système éducatif québécois était également « séparé », avec des commissions scolaires protestantes et catholiques. Ce système fut remplacé par une scolarité laïque basée sur la langue, après l'adoption d'un amendement constitutionnel.

## Controverse
La question des écoles séparées fut plus controversée en Ontario et au Manitoba. Dans le premier, la question des écoles séparées aggrava les tensions entre anglophones et francophones, protestants et catholiques. La fin du soutien public aux écoles séparées dans cette dernière province dans les années 1890 a provoqué une crise nationale connue sous le nom de question des écoles et a conduit à l'encyclique papale du pape Léon XIII Affari Vos.

## Voir également
- L'éducation au Canada
- Éducation au Québec
- Éducation en Ontario